# Xing Lin
Xing Lin (25 de maio de 1979) é uma triatleta profissional chinesa.

## Carreira
Xing Lin competidora do ITU World Triathlon Series, disputou os Jogos de Atenas 2004, não terminando e 40º em Pequim 2008.